# Железнодорожная сигнализация

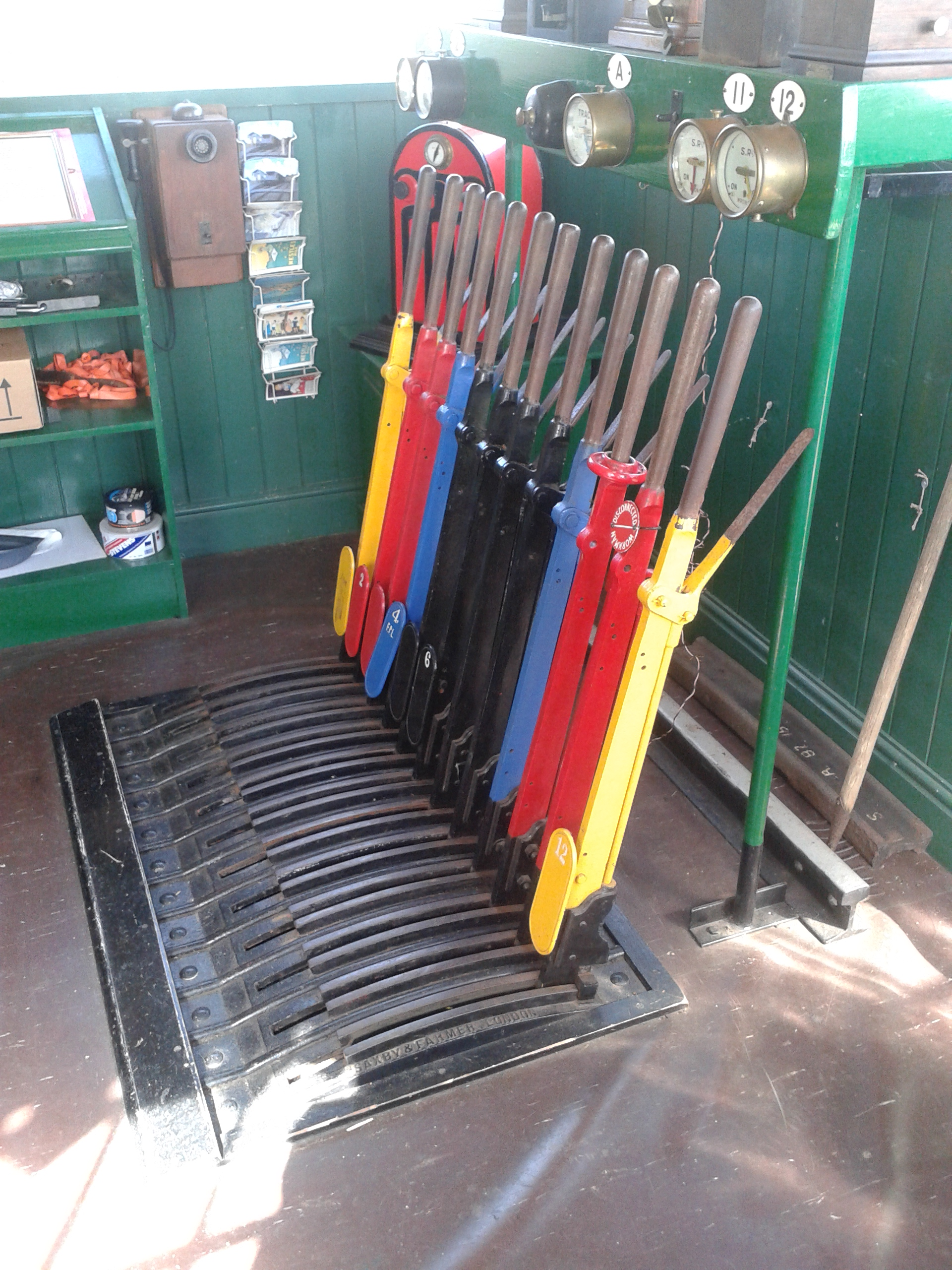
Пост управления сигналами на станции Бидефорд, центр железнодорожного наследия Бидефорд.

Железнодорожная сигнализация — совокупность средств и объектов, обеспечивающих движение по железнодорожным путям.
Железнодорожная сигнализация предназначена для обеспечения безопасности и регулирования движения для эффективного использования железнодорожного транспорта. Для выполнения этих задач используются различные сигналы, а также системы управления движением поездов.

## История
С момента создания железнодорожного транспорта выяснилась необходимость передавать машинистам движущихся поездов сообщения и указания, для их эффективного использования и безопасной эксплуатации так и была придумана железнодорожная сигнализация с использованием специальных изделий и условных знаков сообщения и указания передаваемых при их помощи. Эта система, при помощи которой производится теми или иными сигналами разрешение и указание движению поездов получила название сигнализация. Так для российских железных дорог правила сигнализация были определены министерством путей сообщений в положении о сигналах от 1873 года и в правилах охранения и содержания железных дорог от 1883 года. В соответствии с этими руководящими документами сигналы были слуховые (звуковые) — свистки, петарды, сигнальные рожки и колокола, и оптические — флаги (красный и зелёный), цветные стекла фонарей, семафоры (железнодорожная светофорная сигнализация) и сигнальные огни, которые массово в основном и употреблялись. Например разрешение на выход поезда со станции, прохода его мимо станции, входа его на станцию сигнализируется при помощи особого рода аппаратов — семафоров.
В связи с большим количеством железнодорожных компаний в различных государствах, эксплуатирующих железные дороги, важную роль играет стандартизация железнодорожной сигнализации. В части государств и стран эти вопросы решены на государственном уровне, например в России.

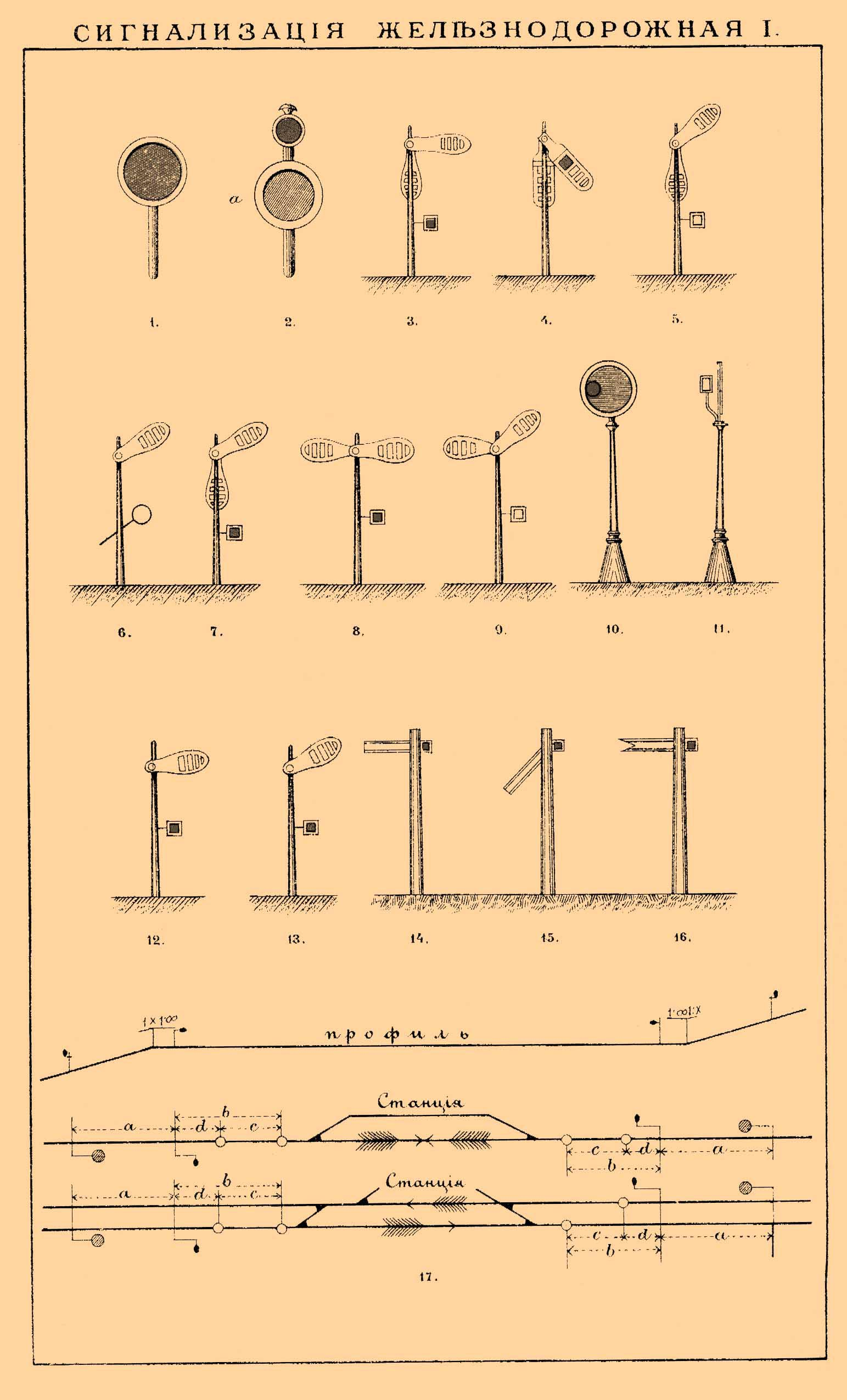
Сигнализация железнодорожная, иллюстрация из энциклопедического словаря Брокгауза и Ефрона (1890—1907).
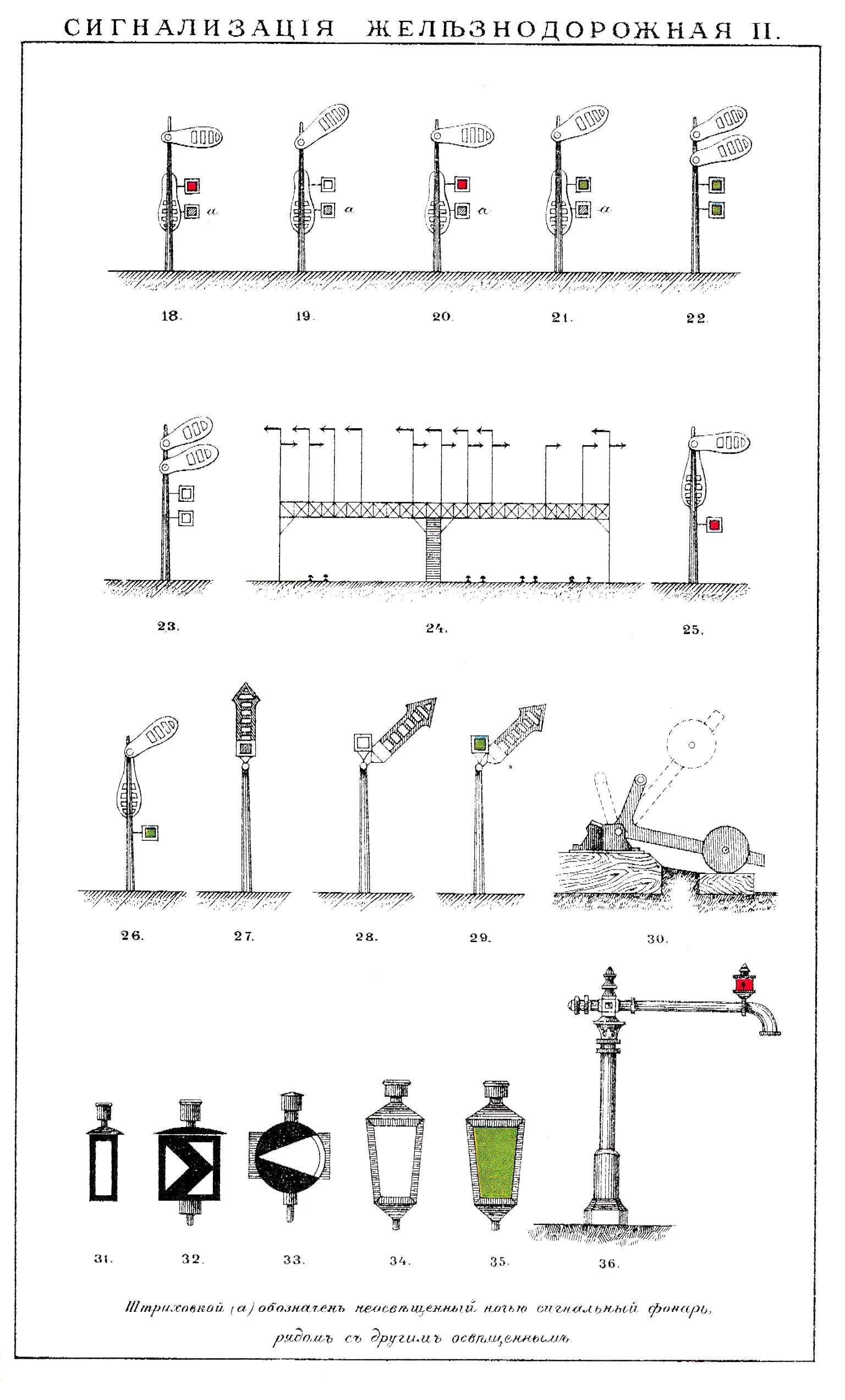
Сигнализация железнодорожная, иллюстрация из энциклопедического словаря Брокгауза и Ефрона (1890—1907).

## Виды
Ниже представлены (не все) различные система управления движением поездов:
- Европейская система управления движением поездов
- Норвежская железнодорожная сигнализация
- Железнодорожная сигнализация в России